# Codex Purpureus Beratinus
Il Codex Purpureus Beratinus (Gregory-Aland: Φ o 043) è un manoscritto onciale greco del VI secolo, contenente una copia dei vangeli secondo Matteo e secondo Marco. Deve il nome "Purpureus" al fatto che le sue pagine sono rossastre (in latino purpureus) e contiene una serie di miniature che ne fanno uno dei più antichi manoscritti miniati del Nuovo Testamento conservatisi.
Il Codex Beratinus, assieme ai manoscritti Σ, N, e O, appartiene al gruppo dei manoscritti onciali purpurei. Nel 2005 esso è stato inserito dall'UNESCO nel Registro della Memoria del mondo.

## Descrizione
I codex è un evangeliario in lingua greca del 550. È composto di 190 fogli di pergamena (31x27 cm) contenenti il Vangelo secondo Matteo e il Vangelo secondo Marco (con le lacune : Matteo 1,1-6,3, 7,26-8,7, 18,23-19,3, e Marco 14,62-fine). In origine conteneva tutti e quattro i vangeli canonici, come si evince dalla prima miniatura che contiene i simboli dei quattro evangelisti e soprattutto dalla presenza delle concordanze eusebiane, e pertanto doveva contare circa 400 fogli. Il testo del codice è rappresentativo del tipo testuale bizantino. Kurt Aland lo ha collocato nella Categoria V. Il manoscritto riporta testi vergati in oro ed argento.